# Cymindis pellucida
Cymindis pellucida is een keversoort uit de familie van de loopkevers (Carabidae). De wetenschappelijke naam van de soort is voor het eerst geldig gepubliceerd in 1875 door Piochard de la Brulerie.